# 매카시즘

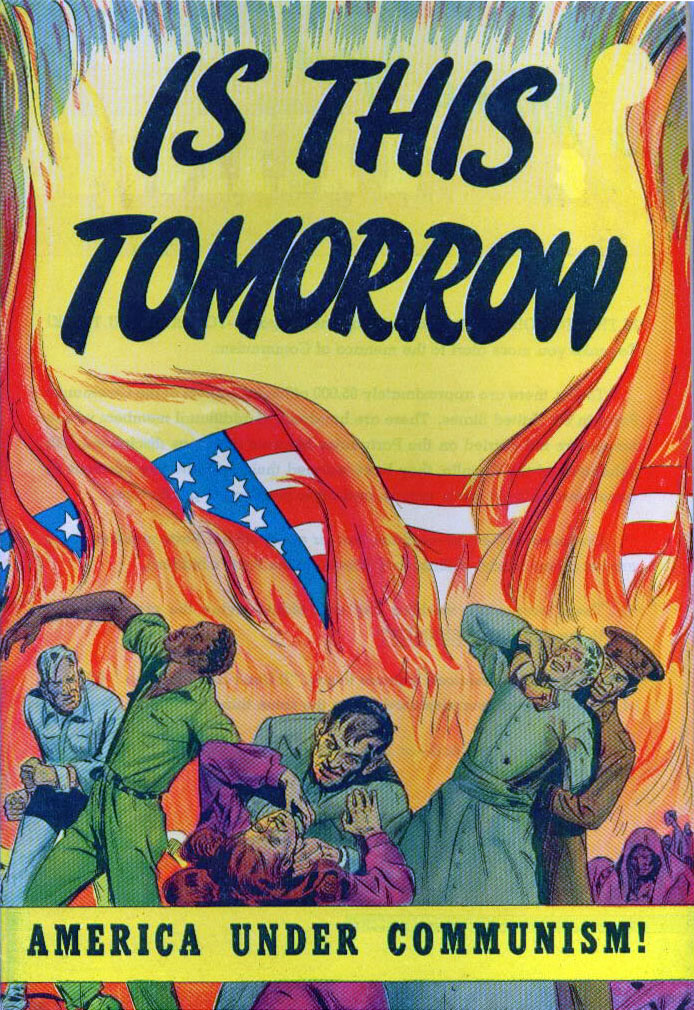
극단적인 매카시즘을 보여주는 Catechetical Guild Educational Society의 어느 만화책. 1947년.

매카시즘(영어: McCarthyism) 또는 사상검열주의(思想檢閱主義), 사검주의(思檢主義)는 1950년부터 1954년까지 미국을 휩쓴 공산주의자 색출 열풍을 말한다. 옥스퍼드 영어 사전에서는 "1950년부터 1954년 사이에 일어난, 공산주의 혐의자들에 반대하는 떠들석한 반대 캠페인으로, 대부분의 경우 공산주의자와 관련이 없었지만, 많은 사람들이 블랙리스트에 오르거나 직업을 잃었다" 고 정의하고 있다.
이 낱말은 특히 미합중국에서 대략 1940년대 말부터 1950년대 말까지 '제2차 적색 공포(Red Scare) 시대'의 정치적 행위에 쓰인다. 이 시기는 소비에트 연방의 간첩과, 미국내 기관에 대한 공산주의의 영향을 크게 두려워하던 시기였다. 원래 매카시즘이라는 말은 미국 상원 의원 조지프 매카시가 미국 공화당 당원집회에서 "미국 내에서 공산주의자들이 암약하고 있으며, 자신은 그 명단을 갖고 있다."고 주장한 사건을 계기로 일어났다. 매카시즘을 부정적으로 생각하는 측에서는 이를 정적의 성격이나 애국심에 대해 비난을 선동하거나 무분별하고 근거없는 고발을 비판하는 말로 쓰인다.

## 매카시즘의 전개

### 발단
1946년에 위스콘신주 연방 상원의원으로 당선된 조지프 매카시(Joseph McCarthy, 1909-1957)는 1950년에 열린 공화당 당원대회에서 "미국에선 공산주의자들이 활동하고 있으며, 나는 297명의 공산주의자 명단을 갖고 있다."라고 주장하여 미국 사회에 엄청난 충격과 관심을 이끌어 냈다. 사건이 크게 여론에 부각되자 상원에서는 조사위원회를 구성하였고 매카시가 폭로를 계속할 때마다 그 숫자도 늘어났다. 신문들은 매카시의 폭로를 사실여부에 관계 없이 헤드라인으로 삼았으며 매카시의 폭로를 다룬 신문은 불티나게 팔려나갔고 많은 사람들이 동조하기 시작했다. 이덕에 매카시는 대중적인 인지도와 지지를 확고하게 늘려나갔다.

### 전개
공화당 측이 포문을 열었고, 민주당은 자신들이 공산주의자들과 관련이 없다는 것을 증명하기 위하여 매카시에 동조하였다. 그리하여 1950년대 매카시즘이라고 불리는 시대가 열렸다. 이 과정에서 공산주의와 일부 무관한 사람들이 조사를 받기도 했다. 가장 먼저 의심받은 사람들은 공무원, 연예 사업의 인물, 교육자, 노동조합 활동가였다.
무고한 경우도 있었고, 그러한 혐의는 종종 확정되지 않거나 의심스러운 증거로도 확실하다고 여겨졌으며, 그 사람이 실제로 공산주의 사상을 가지거나 관련되어 있어서 위협이 되는지에 대해서도 크게 부풀려지는 경우가 많았다. 많은 사람들이 직장을 잃고 경력을 망쳤으며, 투옥되기도 했다. 처벌자 대부분의 평결은 나중에 번복되었으며, 위헌적으로 공포된 법과 면직 조치도 나중에 불법으로 결정되거나 소송을 청구할 수 있게 되고 혹은 적법하지 않은 절차로 인정받았다. 또한 그에 의해서 기소된 인사들 중 아무도 유죄 판결을 받은 사람이 없었다.
매카시가 이끄는 비미활동위원회(非美活動委員會, Committee on Un-American Activities)의 공개 청문회에 첫 1년간 소환된 증인은 214명이었던 데 반해 비공개 청문회에는 395명이 소환됐다. 또 공개 청문회 녹취 기록은 5671페이지지만 비공개 청문회 녹취는 8969페이지에 달한다. 매카시가 지목한 단체나 인사는 공산주의자라는 의심을 받았다. 매카시는 4년간 미국 정가에서 가장 유력한 인사였다.

### 상황반전
그러나 1953년 드디어 공화당이 오랜 민주당 정권을 뒤집고 집권에 성공하였으며, 선거에 승리하여 다수당이 되면서 상황이 반전되기 시작했다. 공화 민주 양당은 오랜 매카시즘의 광풍에 피로감을 느끼고 있었으며, 공화당은 집권에 성공하면서 매카시즘에 대한 매력을 잃었고, 매카시가 점점 통제불능의 상황에 빠지는 것을 우려했다.
일부 공화당의원들은 양심선언을 통해 "독재자의 방법으로 자유를 지켜서는 안된다."고 개탄했으며 미국 연방대법원도 미헌법의 제정정신에 따라 국가안보보다는 사상과 표현의 자유를 중시하는 판결을 내리기 시작했다.

### 매카시즘의 말기

#### 머로 기자의 논박
매카시의 몰락의 결정적 계기가 된 것은 1954년 3월 9일 CBS에서 방영한 미국의 전설적인 언론인 에드워드 머로 기자의 <See It Now>라는 시사 프로그램의 방영이었다. 이 프로그램에서 머로 기자는 매카시의 주장을 조목조목 밝혀서 그의 주장이 거짓이라고 주장했으며, 매카시즘에 피로를 느끼던 미국인들은 사상의 자유를 더 중요하게 생각하게 되었다. 방송 이후 하룻동안 CBS에 접수된 12,000건의 전보와 전화 중 머로우를 지지하는 비율이 15대 1이었다.

#### 육군청문회의 논박
매카시는 드디어 미국 육군 내에 친공세력과 간첩들이 득세하고 있다며 육군에 대한 의혹을 제기하고 수사를 진행했으나, 유의미한 결과물을 내놓지 못했다. 그럼에도, 육군에 대한 그의 공세는 대중의 이목을 끌었다. 하지만 맥카시가 육군에 대해 제기한 의혹에 동료 의원들도 회의적인 의견을 드러냈고 해당 과정에서 육군의 인사들도 매카시가 제시한 근거들의 출처에 대한 의혹을 제기하면서, 단독으로 진행할 사안이 아니라고 판단한 미국 상원은 해당 사안을 다룰 위원회를 만들 것을 결정했다. 매카시 역시 조사대상에 포함되었기에, 그는 위원회의 의장으로 지명되지 못했다.

##### 변호사들의 논박
1954년 4월, 미국 상원은 매카시에 대한 청문회를 열었다. 청문회에는 대형 로펌인 윌머헤일이 특별 자문을 맡았으며, 36일 동안 진행된 청문회는 ABC와 NBC 등의 방송사를 통해 생중계되었다. 매카시가 육군에 대한 의혹을 제기할 당시 주장한 근거들에 대한 검증이 이루어졌다. 이 과정에서 매카시가 근거로 제시한 사진이 편집된 것임이 밝혀졌다.
자신을 방어하기 위해서 매카시는 '미 육군내의 공산주의자가 의도적으로 FBI의 첩보를 무시했다는 사실이 드러난 기밀 문서의 사본'을 제출했다. 하지만 청문회 결과, 매카시가 주장한 해당 문서는 육군에 전달된 사실이 없었으며, 해당 기밀 문서를 얻은 경위 역시 명확하게 설명되지 못했다. 결정적으로, FBI에서 매카시가 제출한 문서는 애초에 작성된 적이 없는 문서임을 밝히면서 매카시의 주장은 무력화되었다.

## 매카시즘의 피해와 사례
매카시 시대에 적극 동조한 유명인으로는 유명한 반공주의자들인 로널드 레이건, 엘리아 카잔, 월트 디즈니를 꼽을 수 있으며, 반대로 피해자로는 영화인 찰리 채플린, 극작가 아서 밀러, 레너드 번스타인, 시인 및 극작가인 베르톨트 브레히트 등을 들 수 있다.
매카시즘의 피해자의 수를 정확하게 집계하기는 힘들다. 수백 명이 수감되었으며 1만 명에서 1만 2천 명이 직업을 잃어야만 했다. 대부분의 경우 비미 활동조사위원회에 소환되거나 다른 위원회에서 혐의가 제기되었었다는 이유만으로 해고되었다. 수감된 많은 사람들은 직업을 잃거나 청문회에서 과거 혹은 미래에 공산당과 관련된 그 어떤 종류의 접촉을 했거나 할 것인지 질문받았다. 하지만 대부분 반국가 내지 공산주의와 관련있다는 혐의 자체가 굉장히 미약한 것들이었다. 동성애 혐의도 매카시즘의 주요 공격 대상이 되었다. 성적 지향을 이유로 수천 명의 사람들이 괴롭힘을 당하고 취업이 거부되었다.
특히 영화 산업에서는 300여 명이 넘는 배우 및 작가, 감독들이 비공식적인 할리우드 블랙리스트에 오르며 해고당하였다. 매카시 블랙리스트들은 학교와 대학교 및 다른 문화 산업 분야 전역으로 퍼져나갔다. 한국 전쟁 이후 해안 경비대의 새 항구 보안 정책에 따라 미국의 배에 승선하거나 일하는 모든 노동자들은 화물과 목적지에 관계없이 필수로 심리를 받아야 했다. 혐의에 대한 고소인이나 혐의 제기자에 대한 신분은 철저히 비밀로 보장되었다. 해당 정책에 따라 3,000명에 가까운 승무원과 부두노동자가 그들의 일자리를 잃어야만 했다.
그 외에도 매카시즘의 가장 유명한 사례는 존 에드거 후버가 이끈 미국 연방수사국의 여러 반공 활동 등이 있다. 매카시즘은 사회 전반을 뒤흔든 광범위한 문화적ㆍ사회적 현상으로, 미국에서 수많은 논란과 갈등을 일으켰다.

## 기타
존 알 헤인스는 매카시 리스트를 베노나 프로젝트와 대조해서 보안상 위험인물, 친소비에트, 공산주의 진영 동조자를 제외하고 확인된 소련의 간첩으로 확인된 인물은 9명이라고 주장했다. 하지만 그는 매카시 리스트의 대부분을 직접적인 간첩은 아니었어도 보안상 위험인물이었던 것으로 보았다.
이와 같은 사실은 언론인 윌리엄 노먼 그리그, 저널리스트 메드퍼드 스탠턴 에번스, 역사학자 아서 허먼, 학자 대니얼 J 플린 돈 카프론, 클리프 킨케이드, 제임스 제이 드루메이와 같은 보수주의 학자 및 언론인 등에 의해 주장되었다. 또한 헤인스와 클레르가 2003년에 쓴 책 《부인》(否認)은 물론 아서 허먼의 《조지프 매카시》(Joseph McCarthy, 2000), 테드 모건의 《빨갱이》(Reds, 2004)같은 책이 이런 주장을 기록하고 있다. 그 외 제프리 R 스톤, 테드 모건,, 조나 골드버그 같은 학자와 언론인들이 매카시에 대한 재평가에 동조하는 칼럼을 썼다.
보수주의적 정치 평론가인 앤 콜터 역시 2003년 이 기밀 해제된 문서를 바탕으로 조지프 매카시의 주장이 사실이라고 주장하는 책을 출판했다. 1953~54년 당시 매카시 비공개청문회 자료도 공개되었는데, 미국의 시사주간지 월드지(誌)는 소련과 연계된 미국내 공산주의자에 대한 매카시 의원의 기소 내용이 상당부분 사실이며 매카시의 공개기소 방법도 선동적이라기보다는 인권보호를 염두에 둔 법적 절차에 따라 이루어진 것이라고 했다. 기사는 공개된 자료가 기존의 평가와는 반대로 매카시 의원이 증인이나 용의자로 지목된 자들의 인권에 대해 많은 주의를 기울였음이 드러난다고 주장했다.
조지 메이슨 대학의 허먼 교수(Arthur Herman)는 2000년 발간된 그의 저서 ‘가장 혐오 받는 상원의원 조지프 매카시의 삶과 업적에 대한 재조명(Joseph McCarthy: Re-examining the Life and Work of America’s Most Hated Senator)’에서 “최악의 매카시 시대에서도 적법한 절차를 거치지 않고 기소되거나 억류된 시민이 한 명도 없었으며 공산당 입당도 불법으로 간주되지 않았다.”면서 매카시 의원에 대한 비판에 반론하였다. 매카시가 이루고자 했던 것은 공산당을 불법화해 일반 개인의 자유권을 박탈하는 것이 아니라 자유국가를 수호할 책임을 지고 있는 행정부로부터 공산주의자들을 몰아내는 것이 목적이었다고 주장하였다.
하지만 이러한 재평가 등은 아직 미국사회 내에서 대중적으로 인정받는 주장은 아니다. 역사학자 데이비드 오신스키(David M. Oshinsky)는 이러한 재평가 움직임을 역사적 수정주의라고 주장했다.
또한, 매카시즘에 대한 반동이 거세게 일어나면서 오히려 반공산주의에 대한 부정적 인식 전파, 소련의 간첩에 대한 저항감이나 위험성에 대한 인식을 되려 약화시켰다는 주장도 있다.

## 대중 문화 속의 매카시즘
- 미국의 1985년 영화 클루의 배경은 매카시즘이 한창 뜨거울 때인 1950년대의 미국 상류 사회를 묘사하였다.

- 미국의 1991년 영화 비공개는 매카시즘 광풍 당시 영화계를 묘사했다.

## 대한민국에서의 매카시즘
1953년 한국 전쟁 휴전협정 이후 이승만 정권을 시작으로 한국의 매카시즘은 보수정권의 위기 때마다 정권을 보호해주는 이데올로기적 수단으로 작용했다. 정부나 정부정책에 반대하는 인사들이나 국민들을 종북이나 좌파로 낙인하는 일이 공공연히 자행됐다. 특히 87년 민주화 이전에 정부와 안전기획부 등에 의해 날조된 간첩사건이나 용공사건들은 이후 대부분이 수사상의 불법 구금 등으로 재심이 되었으며 대부분의 용공 행위는 조작으로 밝혀졌다.

## 같이 보기
- 조지프 매카시
- 반공주의
- 레드 컴플렉스
- 마녀 재판